# Mas de Ferrassó
El Mas de Ferrassó és una masia a uns quatre quilòmetres del nucli d'Horta de Sant Joan (Terra Alta) inclosa a l'Inventari del Patrimoni Arquitectònic de Catalunya. Té el seu accés quedant vist a mà esquerra, lleugerament enfonsat, pel camí que va al mas de la Franqueta, abans de la bifurcació a la dreta cap al mas de Manresa. Com gairebé tots els masos de la zona està situat al costat d'un aqüífer, en aquest cas es troba al costat de la font de Ferrassó, on antigament es proveïa d'aigua en èpoques estivals als masos del voltant.
Edificació d'ús agrícola-rural situada a la part alta de l'obac anomenat Ombria de Sotorres. S'accedeix mitjançant una rampa descendent. Edifici de planta rectangular desenvolupat en planta semi-soterrani, planta baixa amb accés posterior i façana principal amb porxo i terrassa i planta amb primera golfa. Façana principal al sud-est amb terrasses per aprofitar el fort pendent del terreny on està enclavada. Obertura desordenades i petites, amb accés mitjançant un arc rebaixat adovellat. Façana de paredat de pedra amb estesa de morter de calç i paredat vist en alguns llocs on s'ha crostat l'arrebossat. Coberta amb teula àrab a dos aiguavessos.